# Bukranion

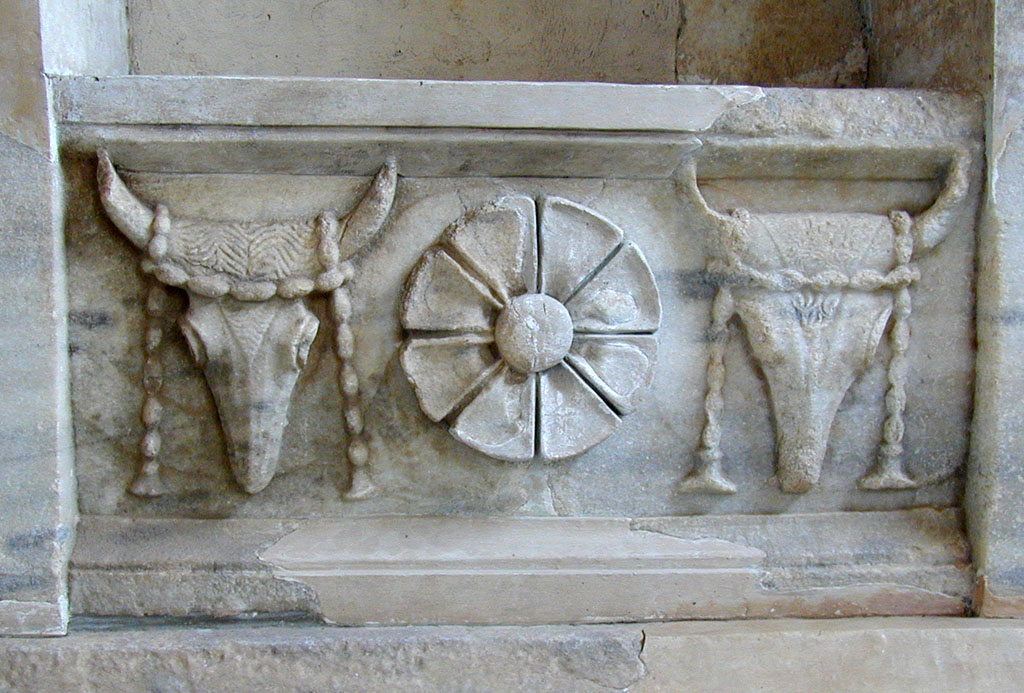
Twee bucrania op een fries uit de Arsinoë Rotunda, Heiligdom van de Grote Goden van Samothrake.

Een bukranion is een ornament-motief dat herinnert aan dierenoffers, bijvoorbeeld ossenschedels (Oudgrieks βουκράνιον (boukranion) = ossenhoofd, βοῦς (bous) = os, κρανίον (kranion) = schedel). Zij werden in de klassieke kunst veel  toegepast en komen meestal voor in verbinding met guirlandes. 
Runderschedels werden na een offer vaak opgehangen als herinnering aan het offer. Ook werden ze afgebeeld op bijvoorbeeld keramiek. Vanaf de vierde eeuw v.Chr. gingen realistisch of meer gestileerd weergegeven runderschedels ook een decoratief element vormen in de hellenistische en Romeinse architectuur. In het oude Rome werden bucrania vaak gebruikt als metopen tussen de triglyfen op de friezen van tempels ontworpen met de Dorische orde van architectuur . Ze werden ook gebruikt in bas-reliëf of beschilderd decor om marmeren altaren te versieren, vaak gedrapeerd of versierd met slingers van fruit of bloemen, waarvan vele hebben overleefd. Mogelijk de oudste specimens heeft men bij archeologische opgravingen in het Anatolische Çatal Hüyük aangetroffen. 
In latere jaren werd het motief gebruikt om gebouwen uit de Renaissance, Barok en Neoklassieke periode te verfraaien. 

## Overig
- Worden er geitenschedels (met hoorns) toegepast in het motief, dan wordt het aegikranion genoemd.
- Ook in de schilderkunst (in kombinatie met bloemen) komt dit vanitas-motief voor (bv. in het werk van Michaelina Wautier).